# Cuverville (Senna Marittima)
Cuverville è un comune francese di 344 abitanti situato nel dipartimento della Senna Marittima nella regione della Normandia.

## Società

### Evoluzione demografica
Abitanti censiti